# تقی بینش
تقی بینش (زادهٔ ۱۳۰۰ – درگذشتهٔ ۱۳۷۴) محقق و مدرس ایرانی در رشته‌های ادبیات فارسی، موسیقی، و فیزیک بود. او برای تصحیح کتاب جامع الالحان برگزیدهٔ ششمین دورهٔ کتاب سال ایران شد.

## زندگی‌نامه
تقی بینش در سال ۱۳۰۰ ه‍.خ در مشهد به دنیا آمد. پدرش علیرضا رکن‌التولیه، سرکشیک اول آستان قدس رضوی بود و پدربزرگ پدری‌اش عبدالحسین نقیب الاشراف از خاندان «نقیب» بود که با دودمان صفوی نسبت سببی داشتند و به همین دلیل مناسب بالا از جمله در آستان قدس داشتند. مادرش طلعت فرزند بها، دختر برادر محمد مصدق بود. تقی در رشته‌های فیزیک و ادبیات تحصیل کرد. در فراگیری ادبیات فارسی، او از آموزش علی‌اکبر فیاض و محمدتقی مدرس رضوی بهره برد.
بینش نزد علی‌اکبر شهنازی و سلیمان روح‌افزا به تعلیم موسیقی پرداخت. با توجه به این که متون اصیل موسیقی ایران در آن زمان تنها به صورت نسخ خطی در کتابخانه‌ها و موزه‌ها بودند و از دسترس عموم به دور بودند، بینش تصمیم گرفت که این آثار را تدوین کند و به نشر برساند. بینش همچنین با مرکز دائرةالمعارف بزرگ اسلامی در نگارش مقاله‌های موسیقی همراهی کرد، با فرهنگستان علوم جمهوری اسلامی ایران همکاری داشت، و در دانشگاه تهران و دانشگاه هنر و مرکز آموزش عالی سازمان میراث فرهنگی در رشتهٔ موسیقی تدریس کرد.
بینش در سال ۱۳۷۴ ه‍.خ در تهران درگذشت. پس از مرگش، بستگان وی جایزه‌ای به نام «جایزه تقی بینش» در مرکز بین‌المللی فیزیک نظری پایه‌گذاری کردند.

## آثار
در سال ۱۳۵۴ ه‍.خ، بینش رسالهٔ مقاصد الالحان از عبدالقادر مراغه‌ای را بر اساس نسخهٔ مورخ ۸۲۱ ه‍.ق که در کتابخانه آستان قدس رضوی نگهداری می‌شد، تدوین و منتشر کرد. در سال ۱۳۶۶ بعد رسالهٔ جامع الالحان مراغه‌ای را نیز بر اساس نسخهٔ مورخ ۸۱۸ ه‍.ق که در کتابخانهٔ نور عثمانیه نگهداری می‌شد، تدوین کرد و به نشر رساند، که این کتاب بعداً جایزهٔ کتاب سال را دریافت کرد.
برخی از دیگر کتاب‌های تدوین شده توسط او عبارت بودند از رسالهٔ «بنایی» (که به همراه داریوش صفوت تدوین کرد)، شرح ادوار مراغه‌ای که به همراه متن عربی رسالهٔ الأدوار صفی‌الدین ارموی منتشر کرد، بخش موسیقی دانشنامه علایی از ابن سینا، رسالهٔ کنز التحف، و ترجمهٔ رسالهٔ موسیقی اخوان الصفا. آخرین کتاب‌های وی شامل دو اثر تألیفی بودند؛ یکی با عنوان تاریخ مختصر موسیقی ایران که در سال ۱۳۷۴ منتشر شد، و دیگری با عنوان شناخت موسیقی ایران که در سال ۱۳۷۶ پس از مرگ وی و به همت بهروز وجدانی منتشر شد. همچنین، بینش مدیر مسؤول نشریهٔ فرهنگ خراسان بود و از او مقاله‌های فراوان در مجله‌های ادبی مختلف به چاپ رسید.